# Tautoneura mukla
Tautoneura mukla är en insektsart som beskrevs av Irena Dworakowska 1981. Tautoneura mukla ingår i släktet Tautoneura och familjen dvärgstritar. Inga underarter finns listade i Catalogue of Life.